# Paul Mignot
Pour les articles homonymes, voir Mignot.
Paul Mignot, né le 20 mars 1865 à Lyon 2eet mort le 17 mars 1949 à Cessieu (Isère), est un général français, grand-croix de la Légion d'honneur, actif pendant la Première Guerre mondiale.

## Biographie

### L’avant-guerre
Son père Hyacinthe Mignot, industriel, était concessionnaire pour la ville de Lyon des travaux d’asphaltage. Rien ne prédisposait Paul à embrasser une carrière militaire.
Engagé volontaire dès 18 ans, il intègre l'École spéciale militaire de Saint-Cyr en 1883 dont il sort 87e sur 411. Il suit ensuite les cours de l’école supérieure de guerre de 1893 à 1895. Possesseur du brevet d’état-major mention bien, il est très bien noté aussi bien dans le service de troupe que dans celui d’état-major. Affecté d’abord comme officier d’ordonnance du général commandant la défense de Lyon, esprit fin, jugement droit, il est élevé au grade de lieutenant-colonel au 99e régiment d'infanterie au début de 1914.

### La Première Guerre mondiale
Dès le début de la guerre, il participe à la bataille de Lunéville (combat de Saint Antoine) en août 1914 et à la première bataille d'Ypres en décembre 1914. Affecté au 158e régiment d’infanterie, il contribue activement à la prise du grand éperon de Notre Dame de Lorette le 15 mars 1915. Cité à l’ordre de la 10e armée pour les brillantes qualités dont il fait preuve lors de l’attaque, il est nommé colonel le 5 mai 1915 et reçoit la distinction d’officier de la Légion d’honneur le 12 janvier 1916. Proposé comme général de brigade et commandant d’une division, il prend le commandement de la 41e division d’infanterie le 17 septembre 1916.

#### Les mutineries de 1917[3]
En avril 1917, devant l’épuisement de la 41e division d’infanterie, le général Mignot demande que celle-ci soit relevée. Le Haut-Commandement accède à cette demande mais pendant une très courte période, voulant faire participer la division aux offensives partielles du début de mai dans la région de Spin. La relève est refusée jusqu’au 12 mai. Brève détente. Dès le 31 mai 1917, l’ordre de remonter aux tranchées lui est donné. C’est alors le 1er juin dans le camp de Ville-en-Tardenois que des vociférations éclatent subitement parmi les hommes. Les manifestants réclament le repos qui soi-disant leur était dû, se refusant absolument de remonter aux tranchées. Dans la soirée du 1er juin, un flot de manifestants se porte vers la mairie de Ville-en-Tardenois en criant que de la guerre, ils en ont « marre, marre, marre ». Se frayant un chemin parmi les manifestants, le général Mignot calme les mutins en leur promettant de ne pas les faire monter aux tranchées le 2 juin. La majorité des manifestants finit par retourner dans ses campements mais une bande d’une centaine d’avinés et de repris de justice décide de mettre la mairie en état de siège, les vitres et les portes brisées à coup de pavés. Les insurgés réintègrent finalement leurs campements et la journée du 2 se passe sans incident.

Mais ces incidents ne resteront pas sans conséquence. Une trentaine de meneurs sont arrêtés et conduits à la prison de Châlons. Ils seront traduits devant le Conseil de Guerre. Le 4 juin, le général Mignot est relevé de son commandement, «…2 de ses régiments ayant donné des signes d’insuffisance morale »
Il prend alors la tête de la 2e division d'infanterie le 17 juin et poursuit la guerre en France puis en Belgique par une série de faits d’armes :
Prise de la ferme de Mondovi : 16-17 août 1917
Prise de Mangelaere – Papegoed : 9 octobre 1917
Cité à l’ordre de la 1re armée le 4 décembre 1917
Bataille de l’Aisne : mai-juin 1918
Prise du sépulcre Passy : 30 juin – 2 juillet 1918
Offensive de l’Ourcq : juillet 1918
Offensive de l’Ailette : août-septembre 1918
Cité à l’ordre de la 6e armée le 20 novembre 1918

### Après la guerre
Le général Mignot continue son activité comme général de division en se consacrant principalement à la formation des cadres. Il fait valoir ses droits à la retraite le 20 mars 1927 et est alors placé dans la section de réserve. Atteint de conjonctivite ypéritique à la suite de l’attaque de l’Aisne de juillet 1918, il développe un glaucome incurable et devient aveugle à partir de 1938. 
Il est élevé à la dignité de grand-croix de la Légion d'honneur le 4 août 1936.
Il meurt à Cessieu le 17 mars 1949 à l’âge de 84 ans.

## Décorations
- Grand-croix de la Légion d'honneur (4 août 1936)
  - Grand officier de la légion d’honneur  le 21 décembre 1926
  - Officier de la légion d’honneur  le 11 janvier 1916
  - Commandeur de la légion d’honneur le 14 octobre 1920
  - Chevalier de la légion d’honneur le 11 juillet 1909

- Étoile de Kara-Georges 3e classe le 28 novembre 1918
- Croix de guerre belge le 11 mai 1920